# Melitaea shanshiensis
Melitaea shanshiensis är en fjärilsart som beskrevs av Siuiti Murayama 1955. Melitaea shanshiensis ingår i släktet Melitaea och familjen praktfjärilar. Inga underarter finns listade i Catalogue of Life.